# ThrustSSC
Il ThrustSSC (SuperSonic Car, auto supersonica) è un veicolo terrestre inglese con motore jet progettato e costruito da Richard Noble, Glynne Bowsher, Ron Ayers e Jeremy Bliss, che detiene il record mondiale di velocità su terra, stabilito il 15 ottobre 1997, quando raggiunse la velocità di 1.227,99 km/h e divenne il primo veicolo terrestre a superare la velocità del suono.
Il veicolo era guidato da Andy Green nel Deserto Black Rock in Nevada (USA). Era alimentato da due motori a reazione Rolls-Royce Spey come quelli usati nelle versioni inglesi del cacciabombardiere F-4 Phantom II. Era lungo 16,5 metri, largo 3,7 e pesava 10,5 tonnellate.
Dopo che il record fu stabilito il World Motor Sport Council rilasciò il seguente messaggio:
Il World Motor Sport Council ha omologato il nuovo record mondiale di velocità su terra stabilito dal team ThrustSSC di Richard Noble, con pilota Andy Green, il 15 ottobre 1997 nel Black Rock Desert, Nevada (USA). Questa è la prima volta nella storia che un veicolo terrestre ha superato la velocità del suono. I nuovi record sono così definiti:
- Miglio lanciato           1227,985 km/h
- Chilometro lanciato   1223,657 km/h

Nello stabilire il nuovo record la barriera del suono è stata superata sia nel percorso verso nord che verso sud.
Parigi, 11 novembre 1997.
Il primato di tale record viene contestato dal veicolo Budweiser Rocket, veicolo che il 17 dicembre 1979 (18 anni prima), guidato da Stan Barret, raggiunse 1.190 km/h, ovvero Mach 1,01. Gli addetti però non riuscirono a misurare tale velocità, perciò il record non venne ufficialmente riconosciuto.
Ad ogni modo, anche se il record del Budweiser Rocket fosse reale, il veicolo ThrustSSC lo ha comunque superato con i suoi 1.227 km/h.
Il ThrustSSC è attualmente conservato al Coventry Transport Museum, a Coventry (Regno Unito).

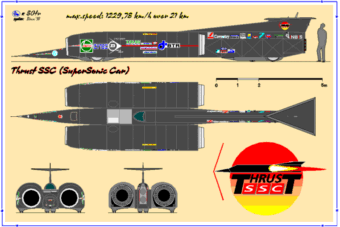
ThrustSSC.